# 2008-as GP2 török nagydíj
A török nagydíj volt a 2008-as GP2-szezon második versenye. A versenyt az Isztambul Parkban rendezték május 10-én és 11-én.
A főversenyen Giorgio Pantano győzött Romain Grosjean és Andreas Zuber előtt, míg a sprintversenyen Grosjean végzett az első helyen, megelőzve Vitalij Petrovot és Sébastian Buemit.